# Thomas Erséus
Thomas Erséus, född 1963, är en svensk civilingenjör i väg- och vattenbyggnad och företagsledare.

## Karriär
Efter examen som civilingenjör på Väg och Vatten vid Chalmers tekniska högskola i januari 1987 arbetade Erséus som konsult på Caran AB, där han senare blev VD. Han var därefter VD för teknikkonsultföretaget AB Jacobson & Widmark, som 2001 köptes av WSP Group, och var från 2002 VD för WSP Europe. 1 september 2006 tillträdde han befattningen som VD för Kungsleden AB, en post han stannade på till 2013 då han ersattes av Biljana Pehrsson. Mellan 2013 och 2015 satt Erséus som styrelseordförande i Forsen Projekt AB. År 2015 tillträdde Erséus befattningen som Chief Real Estate Officer för Ericsson AB där han är globalt ansvarig för alla fastighetsrelaterade frågor inom Ericsson-koncernen.
Erséus är styrelseordförande i TS Nordic Group AB och i Chalmersfastigheter AB. Han är även ledamot i Knightec och i AMF Fastigheter. Tidigare har han suttit som styrelseordförande bland annat i Hallvarsson & Halvarsson AB, i Nordic Modular Group AB och i WSP Group International Ltd. Erséus var ledamot och ordförande i styrelsen för STD, nuvarande Innovationsföretagen inom Almega 2001–2003.
Erséus var förbundsdirektör för Almega Tjänsteförbunden och verkställande direktör för Almega från 12 augusti 2019 till 8 december 2021.   
Sedan 2022 är Erséus VD för AMF Fastigheter.   
Erséus var styrelseledamot i HQ AB då Finansinspektionen beslutade sig för att dra in tillståndet för dotterbolaget HQ Bank, där Erséus också var ledamot. I efterspelet till den så kallade HQ-skandalen stämdes Erséus bland annat tillsammans med övriga styrelseledamöter och revisorn av HQ, anklagelser som Erséus tillsammans med övriga frikändes för. 

## Utmärkelser
1998 - Erséus vann utmärkelsen “Framtidens ledare 1998” utdelad av Juniorhandelskammaren
2004 - Erséus vann utmärkelsen “Framgångsrikt ledarskap inom Byggsektorn”. Utdelad av CMB — Centrum för management i byggsektorn